# Wielki Krzek
Wielki Krzek [ˌvʲelkʲi ˈkʃɛk] (deutsch Große Kricks) ist eine Insel im Stettiner Haff in Polen. Sie liegt am Ausgang der Alten Swine (Stara Świna) aus dem Stettiner Haff, östlich der Insel Karsibór (Kaseburg). Östlich der Insel liegt auf der Insel Wolin (Wollin) der Ort Lubin (Lebbin). 
Die Insel ist unbewohnt und steht wegen ihrer vielen Tierarten besonderen Schutz bietenden Natur (insbesondere Vogelbrutgebiete) unter Naturschutz.

Karte von ca. 1908